# Synagoge Zündorf

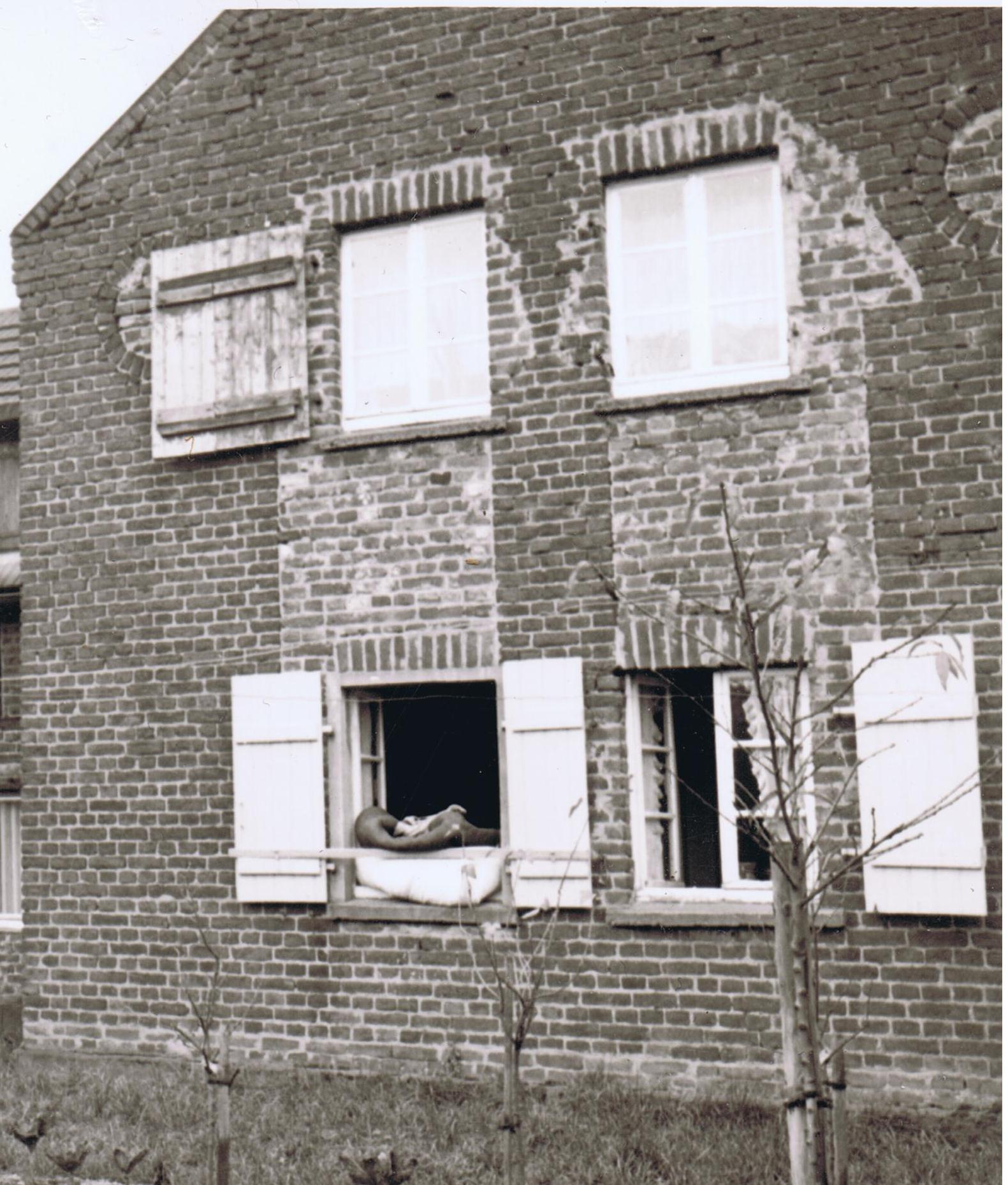
Ehemalige Synagoge, Westansicht, vom Garten des früheren jüdischen Nachbarn Salomon gesehen (1960)

Die Synagoge Zündorf war ein Gotteshaus in dem Kölner Stadtteil Zündorf, Hauptstr. 159.

## Geschichte
Die jüdische Geschichte des rechtsrheinischen Zündorf setzt bereits vor 1700 ein. Erster historischer Beleg ist die Bestattung des Juden Ischar am 2. Juli 1708 auf dem Deutzer Friedhof, der bis zur Anlage eines eigenen Bestattungsplatzes im Jahr 1923 auch die letzte Ruhestätte für die Zündorfer Juden war. Der zwischen Gartenweg und Hasenkaul, nördlich des Ortes an der Stadtbahn, gelegene jüdische Friedhof von Zündorf weist noch acht Grablegen mit sechs Grabsteinen auf.
Zündorf war ein wichtiger Handelsplatz und zog daher jüdische Vieh- und Pferdehändler ebenso an, wie Metzger, Geldverleiher, kleine Handwerker oder Güterhändler. Zeugnis von dem jüdischen Leben in Zündorf legte auch die einstige Judengasse ab, die heutige Gütergasse.
Die Zündorfer Spezial-Synagogengemeinde ging zwar erst im Jahr 1853 aus der Mülheimer Synagogengemeinde hervor, doch bestand bereits seit 1713 ein Betsaal, in Form einer hergerichteten Stube in dem Wohnhaus des Andreas Salomon. Mit dem Heranwachsen der Gemeinde wurde der Entschluss zu einem Neubau gefasst. Der 1880 begonnene Bau wurde am 18. August 1882 eingeweiht. Seit dem 5. November 1883 befand er sich dann im Eigentum der Spezial-Synagogengemeinde Zündorf. Zu ihr gehörten die Juden der Bürgermeistereien Heumar, Wahn und Rösrath.
Nach der Machtübernahme durch die Nationalsozialisten 1933 ging die schon zuvor rückläufige Mitgliederzahl noch rapider zurück, durch Emigration, Vertreibung, Deportation und Ermordung. Schließlich kam, noch beschleunigt durch die fehlenden Einnahmen, das Gemeindeleben ganz zum Erliegen. Am 29. November 1937 bot die Gemeinde an, die Synagoge für 800 Mark zu verkaufen u. a. unter den Bedingungen, dass die zum Garten des jüdischen Mitbürgers, Herrn Salomon, gelegenen Fenster zugemauert werden und das auch im Fall von Weiterveräußerungen dort niemals Viehställe angelegt werden dürfen. Noch vor dem 28. März 1938, als der Status der Reichsvereinigung der Juden in Deutschland als Körperschaft des öffentlichen Rechts gesetzlich aberkannt wurde, wurde die Synagoge am 9. Februar 1938 veräußert. Das Gebäude wurde in der Folge zu einem Wohnhaus umgebaut, wobei die architektonischen Details verschwanden, die einen Rückschluss auf die vorherige Nutzung gaben.
Die Zündorfer jüdische Gemeinde löste sich zwischen 1938 und 1942 infolge Umzug und Deportationen auf.:34
Zum 9. November 2011 wurde eine Gedenkplakette aus Bronze an dem Gebäude angebracht, deren Inschrift an dessen Geschichte als Synagoge in den Jahren 1882–1938 erinnert: „1882 wurde die Zündorfer Synagoge errichtet. Das Gebäude wurde 1938 verkauft.“

## Architektur
Der zweigeschossige, in Ziegelstein ausgeführte und mit einem Satteldach versehene Bau verfügte bei einer Breite von 6,7 Meter und bei einer Tiefe von 8,9 Meter nur über eine Geschossfläche von 59,6 m². Von der Hauptstraße aus war er dabei lediglich über einen drei Meter breiten Stichweg zu erreichen, der an einem vorgelagerten Altbau vorbei auf das hinterliegende Grundstück führte.
Laut einer Baubeschreibung hinsichtlich Umbaumaßnahmen vom 15. Februar 1938 befanden sich im Westen der Synagoge drei große Fenster (1,50 × 2,50 m) und zwei Kreisbogenfenster.:24 Zwei Fenster, die 1938 zu Wohnraumfenstern umgebaut wurden, lagen an der Rückseite der Synagoge und ein weiteres hohes Fenster an der nordwestlichen Hausecke. Dieses wurde vereinbarungsgemäß zugemauert. Bereits 1970 war nicht mehr zu klären, ob es sich bei dem, bei den Umbauten 1938 mit einer zusätzlich eingezogenen Kellerdecke versehenen Raum im Hof vor der Synagoge, um ein Ritualbad handelte.
Nach einem Besitzerwechsel wurde das als Wohnhaus genutzte frühere Gotteshaus von 2020 bis Ende 2021 umfassend renoviert und umgestaltet. Dabei wurde behutsam vorgegangen, so dass die Architektur der vormaligen Synagoge erkennbar blieb bzw. teils auch erst wieder aufzeigbar wurde. Hierbei wurde u. a. die ursprüngliche Fenstergliederung wieder hergestellt und zuvor vermauerte Rundbogenfenster im oberen Geschoss freigelegt. Vermutet wird, dass sich im Inneren der kleinen Synagoge einst eine Frauenempore befunden hatte; die ursprüngliche Lage des Thoraschreines ist aufgrund fehlender Spuren unklar. Der südöstlich angrenzende kleine Vorbau mit einer Grundfläche von etwa 4 × 8 Meter wurde demnach offenbar erst später zwischen 1882 und 1938 ergänzt. Im dortigen Keller befindet sich ein seitlicher Zugang zu einem Brunnen, der jedoch offenbar keine Mikwe war, zumal der Schacht dafür wohl auch zu schmal gewesen wäre. Für die Existenz eines solchen religiös-rituellen Tauchbads liegen somit nach wie vor keine sicheren Hinweise vor.